# Battaglia di San Quintino

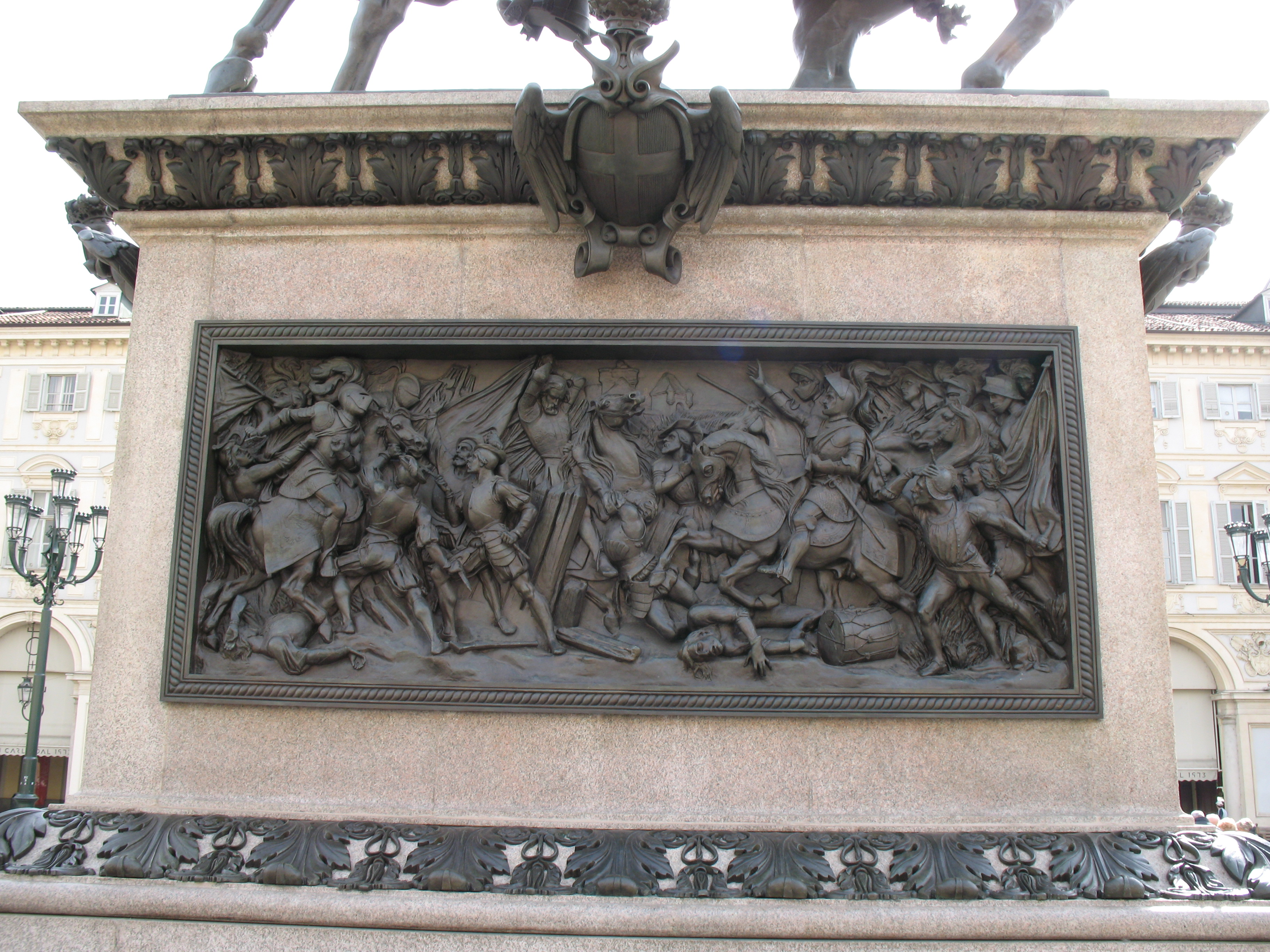
La battaglia di San Quintino, basamento del monumento a Emanuele Filiberto di Savoia in piazza San Carlo a Torino.

La battaglia di San Quintino, combattuta il 10 agosto 1557 tra l'esercito francese e quello spagnolo insieme a contingenti savoiardi, fu un episodio determinante delle cosiddette guerre d'Italia combattute tra la Spagna e la Francia per il possesso dei territori italiani.

## Storia
La battaglia fu combattuta in Piccardia il 10 agosto del 1557, presso la roccaforte di San Quintino che sbarrava all'esercito spagnolo la via di penetrazione più rapida verso Parigi.
L'esercito francese, comandato dal maresciallo Montmorency, fu schiacciato da quello spagnolo, comandato da Emanuele Filiberto. L'armata imperiale aveva ampi settori formati da reparti Piemontesi e Sabaudi. Aiutante di Campo del duca di Savoia fu il conte Carlo Manfredi Luserna d'Angrogna che due mesi prima aveva sconfitto i francesi a Cuneo. Tutti i cannoni francesi caddero in mano all'esercito spagnolo, e lo stesso Montmorency fu fatto prigioniero.
Alla battaglia parteciparono anche Ferrante I Gonzaga (che morì il 15 novembre a seguito delle ferite riportate) e Alfonso Gonzaga, marchese di Castel Goffredo, che militò sotto le insegne spagnole.
Filippo II di Spagna tuttavia non approfittò in pieno della vittoria, e due anni dopo firmò la pace di Cateau-Cambrésis senza essere riuscito a piegare definitivamente la Francia, ma comunque chiudendo definitivamente il periodo delle guerre d'Italia, dopo oltre sei decenni di battaglie.
Per l'Italia le conseguenze più importanti di questa battaglia e del successivo trattato di pace furono il riconoscimento e il consolidamento del predominio spagnolo sul territorio italiano, che durò fino agli inizi del XVIII secolo, nonché la restituzione ai Savoia dei loro territori, come premio per la vittoria ottenuta da Emanuele Filiberto.